# Kaitawa
Kaitawa is een geslacht van spinnen uit de familie bodemjachtspinnen (Gnaphosidae).

## Soorten
De volgende soorten zijn bij het geslacht ingedeeld:
- Kaitawa insulare (Marples, 1956)